# Oddjob
Oddjob är en rollfigur i James Bond-filmen Goldfinger. Figuren är hantlangare åt huvudskurken Auric Goldfinger i James Bond filmen Goldfinger och spelas i filmen av Harold Sakata. Förutom att verkställa mord beordrade av Goldfinger jobbar han även som betjänt och caddy åt denne. Han hjälper även Goldfinger att fuska i golf genom att i smyg släppa ned en annan golfboll i närheten av hålet efter att Goldfinger slagit iväg sin.

## Bakgrund
Oddjobs specialvapen är en hatt försedd med en rakbladskant som garanterat dödar den som blir träffad när han slänger den (en scen, där han halshugger en marmorstaty med hatten, testades i MythBusters och bevisades som omöjlig). Oddjob är också extremt stark vilket han bl.a. demonstrerar vid ett första möte mellan Bond och Goldfinger i samband med en golfrunda. För att sätta sig i respekt hos Bond kramar han sönder en golfboll. Oddjobs oerhörda styrka gör honom nästan oslagbar i närstrid.
I filmens slutskede möts James Bond och Oddjob i kamp man mot man i Fort Knox. Agent 007 är fysiskt sett vida underlägsen sin motståndare, inte ens när Bond slänger en guldtacka på sin motståndare rör han en min. Till slut lyckas ändå Bond döda Oddjob efter att ha elektrifierat honom med en avskuren elkabel.

## Andra framträdanden
- Oddjob är en återkommande hantlangare i den tecknade TV-serien James Bond Junior (1991). Han är då klädd i en egendomlig lila träningsoverall med orangea strimmor längs sidorna, orange-vita gymnastikskor, ljusgröna halvhandskar, ett guldhalsband som bär initialerna "OJ", en ljusgrön skarf och skidglasögon. Hans signaturvapen, den rakbladsvassa kasthatten, är nu även en hög hatt istället för ett plommonstop. Han syns vanligtvis jobba för Goldfinger, men han har även jobbat för Doktor Derange och Doktor No. Liksom i filmen talar inte Oddjob under sin debut i avsnittet "Earth Cracker". Han talar dock flytande under sina senare framträdanden i TV-serien.
- Oddjob dyker upp ett par gånger i TV-spelet James Bond 007 (1998) som hantlangare till spelets huvudskurk General Golgov. Spelaren möter honom först på ett hotellrum i Marrakech, där spelaren blir besegrad och lämnad att dö i öknen. Bond spårar sedan Oddjob till Tibet, men blir fångad. Bond flyr och får tag i en sköld för att skydda sig mot Oddjobs hattar, och reflektera dem tillbaka mot honom. Oddjob har talförmåga i spelet.
- Oddjob medverkar som hantlangare till Goldfinger i TV-spelet Goldeneye: Rogue Agent (2004) och är till en början en kompanjon till GoldenEye. Han dödas när GoldenEye kastar honom över en skena i en grop i Hooverdammen efter att han vänder sig emot sin arbetsgivare och angriper GoldenEye.
- Oddjob har medverkat i TV-spelen Goldeneye 007 (1997) och 007: Nightfire (2002) som en spelbar karaktär i multiplayerlägen. I GoldenEye var Oddjob av misstag avbildad som en dvärg vilket kan ha berott på att spelutvecklarna misstog honom för Nick Nack, som är en annan hantlangare i Bondserien. I Nightfire kan han använda sin hatt som ett unikt kastvapen som kommer tillbaka efter 30 sekunder. Oddjob är även en spelbar karaktär i 2010 års remake Goldeneye 007 (datorspel 2010) för Wii.